# Raffaele Fidanza
Raffaele Fidanza (Matelica, 10 dicembre 1797 – Matelica, 23 novembre 1846) è stato un pittore italiano.

## Vita e opere

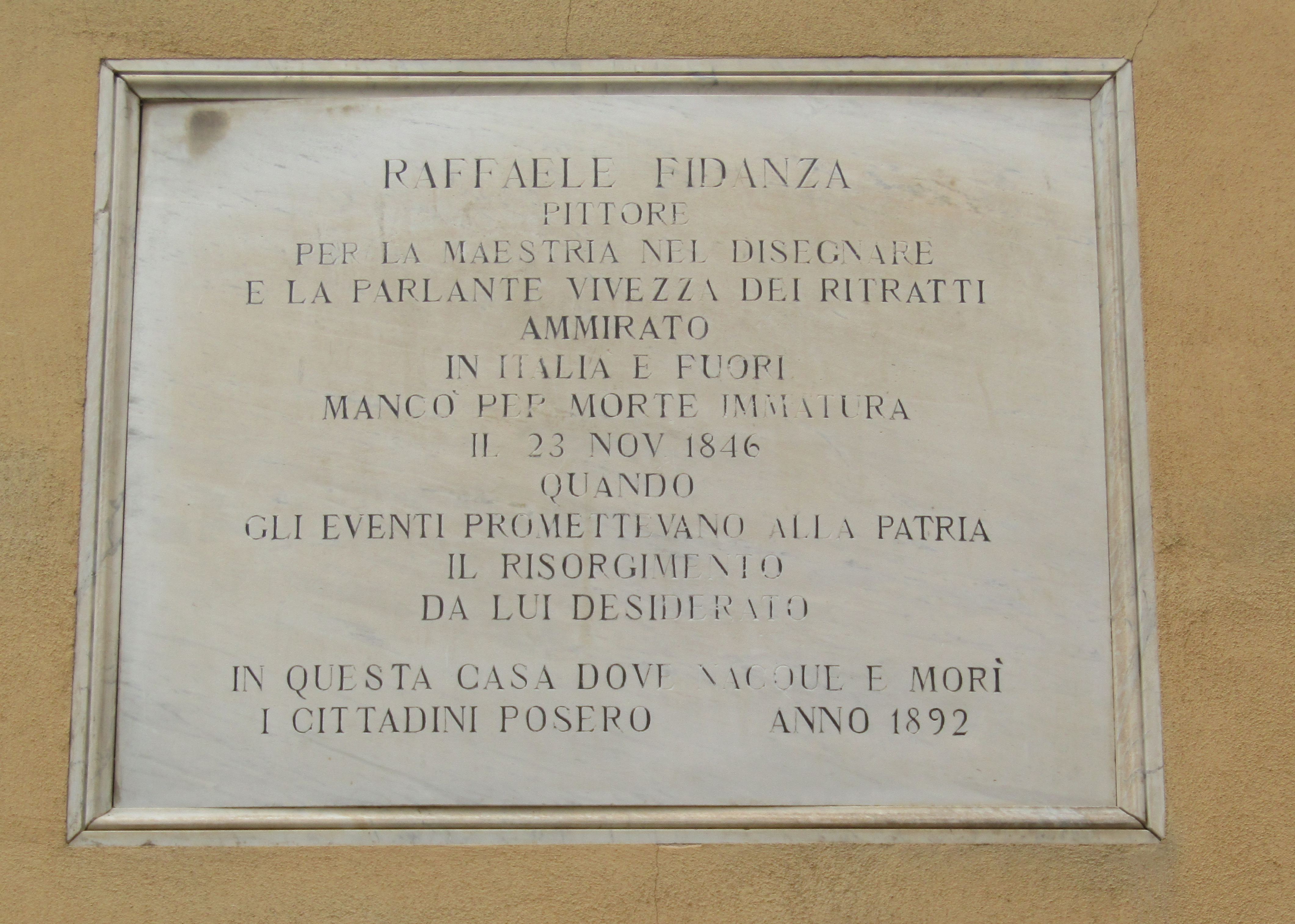
Matelica: lapide in memoria del pittore

Figlio di Petronilla Conti e di Giuseppe, titolare di una fabbrica di pannilana, dopo aver studiato inizialmente in una scuola privata della città natale si trasferì a Roma, dove conobbe Vincenzo Camuccini e Francesco Podesti e frequentò gli ambienti dell'Accademia di san Luca.
Famoso per i ritratti, eseguiti con la tecnica litografica, si ricordano tra i frequentatori del suo atelier romano personaggi dello spettacolo quali Adelaide Ristori nonché da committenti stranieri.
Dopo la morte della madre, avvenuta nel 1841, Fidanza viaggiò a Parigi e a Londra per ritornare a Matelica a causa di una grave malattia, dove morì il 23 novembre 1846 e fu sepolto nella chiesa di S. Agostino.
I suoi dipinti e ritratti sono ora collocati nella Pinacoteca "Raffaele Fidanza" di Matelica nel secondo piano del Palazzo Ottoni di Matelica.